# Villa delle Ginestre

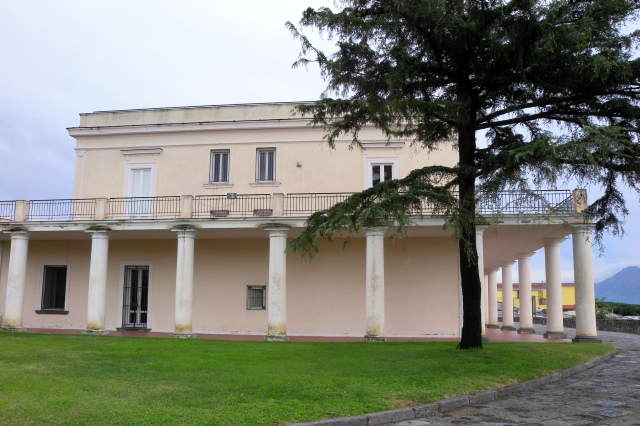
Villa delle Ginestre in Torre del Greco im Jahre 2008

Die Villa delle Ginestre (auch Villa Carafa d'Andria-Ferrigni) ist ein Landhaus aus dem 18. Jahrhundert im Ortsteil Leopardi der Gemeinde Torre del Greco in der italienischen Region Kampanien. Es liegt im Gebiet der Miglio d’oro, am Camaldoli-Hügel in der Via Villa delle Ginestre. Die Villa ist auch mit der Biographie von Giacomo Leopardi verbunden, der dort seinen letzten Lebensabschnitt verbrachte und einige seiner Kompositionen schuf, darunter das bekannte Werk La ginestra, nach dem die Villa benannt wurde.

## Geschichte

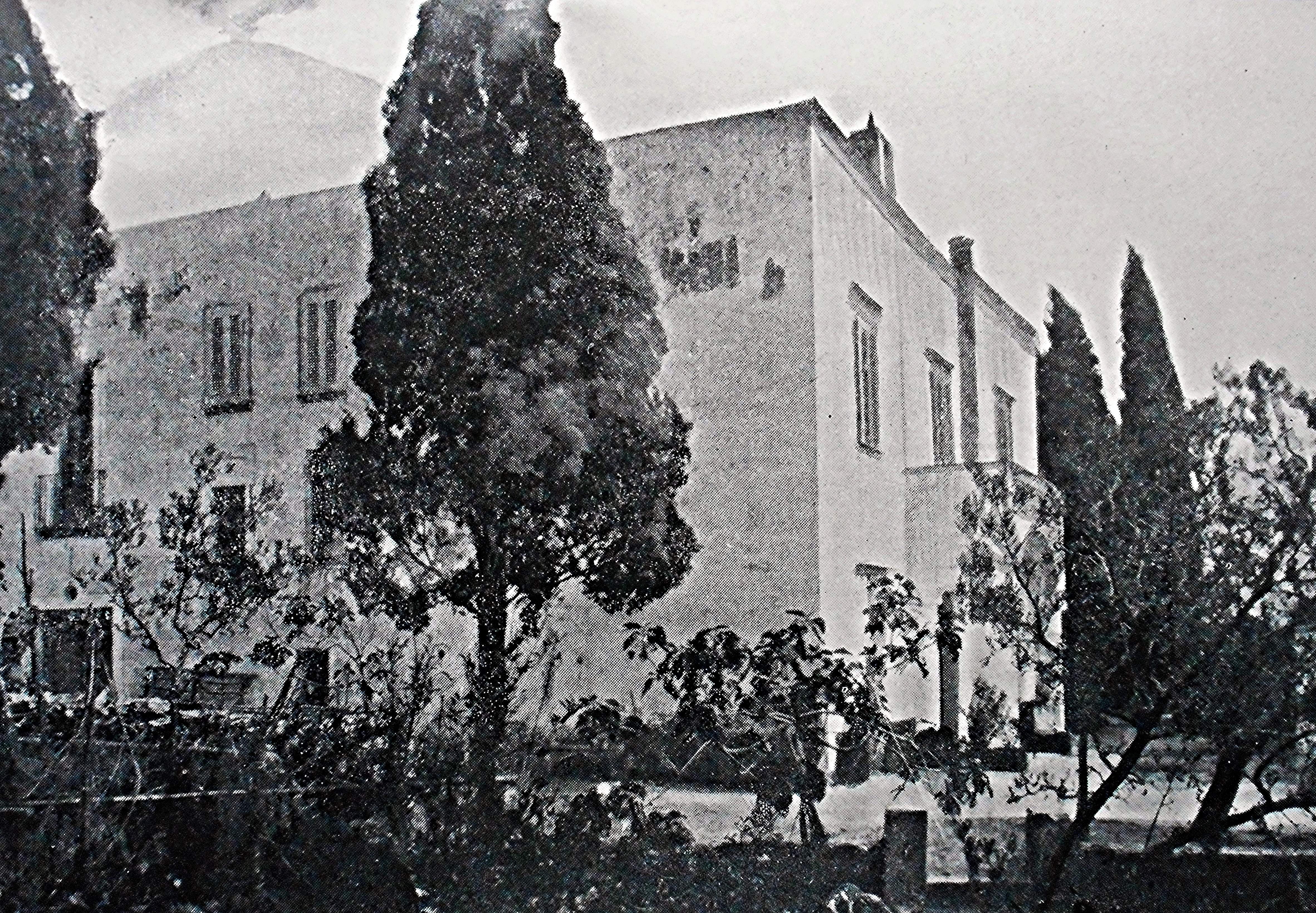
Das Landhaus in den ersten Jahren des 20. Jahrhunderts

Das Gebäude ließ im 18. Jahrhundert der Kanoniker Giuseppe Simioli, Professor der Theologie am Seminario Arcivescovile di Napoli (dt.: Erzbischöfliches Seminar Neapel), errichten. Er beherbergte dort oft Literaten und Künstler, wie Bernardo Tanucci und Luigi Vanvitelli. Im 19. Jahrhundert fiel die Villa an die die Familie Ferrigni. 1836 beherbergte Antonio Ranieri, der Schwager des Eigentümers Giuseppe Ferrigni, seinen Freund Giacomo Leopardi, der dort bis kurz vor seinem Tod (in Neapel) blieb und dort einige seiner Pensieri (dt.: Gedanken), Il tramonto della luna (dt.: Der Untergang des Mondes) und La ginestra schrieb.
Die letzte private Eigentümerin der Villa war die Gräfin Vittoria Carafa d’Andria, die mit Alessandro de Gavardo, Edler von Capodistria, verheiratet und in Triest am 19. März 1891 geboren war. Sie verstarb am 15. Juni 1960 in dem Landhaus. Vittoria war die Tochter von Riccardo Carafa d’Andria, Herzog von Andria, Herzog von Castel del Monte, Markgraf von Corato, Graf von Ruvo und neapolitanischer Patrizier und Senator des Königreichs Italien, und der Herzogin Enrichetta Carafa Capecelatro war. Letztere war ihrerseits Tochter von Antonio Capede Latro und Calliope Ferrigni, deren Mutter namens Enrichtetta die Schwester von Antonio Ranieri war. Die Familie Carafa war mit Fabrizio Carafa seit 1513 in Torre del Greco als Herren der Stadt ansässig und bis ins letzte Jahrhundert hatten sie ausgedehnte Besitzungen, die später in verschiedene Anwesen aufgeteilt wurden, von denen heute die am besten erhaltenen die Villa delle Ginestre und die wenige hundert Meter entfernte Villa Carafa d’Andria de Cillis sind, in der bis 2018 der letzte Nachfahre des Hauses Carafa-De Gevardo, Ludovico, lebte.
Eleonora lebte fast ihr gesamtes Leben in Torre del Greco zwischen den alten Besitzungen der Carafa d’Andria, die auch die Villa delle Ginestre, die Wohnstatt Giacomo Leopardis in Torre del Greco, und den Palast des Markgrafen Luigi de Cillis, kauften. Letzteren heiratete Eleonora 1918; der Palast liegt fast am Ende der Via Giacomo Leopardi, mitten in einem Landgut, einige Hundert Meter entfernt vom alten Tor zur Via Villa delle Ginestre.
1962 kaufte der Staat das Landhaus für die Universität Neapel Federico II, die es als Leihgabe der Ente per le ville vesuviane überlassen hat. Es wurde dank des Centro Studi Leopardiani aus Recanati und dient heute kulturellen Veranstaltungen und Aufführung der Werke von Leopardi.
Seit 2006 wird in der Villa der Premio leopardiano La Ginestra verliehen, der an Persönlichkeiten verliehen wird, die sich in ihren Studien durch Analysen, Vertiefung und Verbreitung der Dichtung von Giacomo Leopardi hervorgetan haben.

## Beschreibung

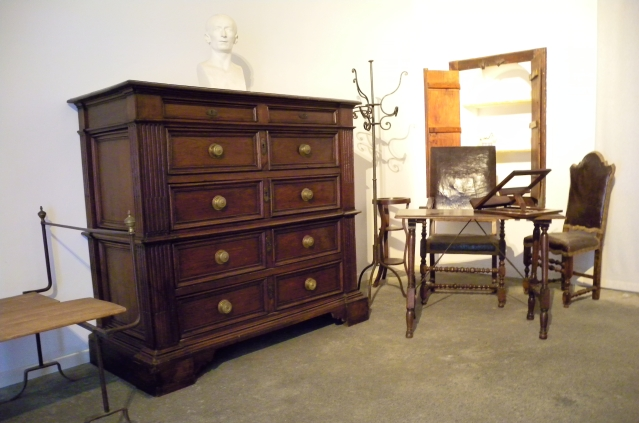
Zimmer Leopardis im Inneren der Villa

Auch wenn das Haus sehr weit vom Meer entfernt ist und es keine besonderen Kennzeichen gibt, die die Gebäude aus dem 18. Jahrhundert an der Miglio d’oro gemeinsam haben, so ist die Villa delle Ginestre doch Teil der Vesuv-Villen, die den Straßenabschnitt entlang der Strada Regia flankieren, die von San Giovanni a Teduccio bis nach Torre del Greco führt. Die Residenz am Vesuv, die Giacomo Leopardi während seiner letzten Lebensmonate beherbergte, liegt am Fuße des Camaldoli-Hügels von Torre del Greco (genannt „Colle di Sant’Alfonso“), der in der Gegend „Leopardi“ in Erinnerung an den Dichter aus Recanati genannt wird. Neben der Villa ließ Giuseppe Ferrigni zur Zierde zwei Zypressen pflanzen, von denen eine heute noch existiert.
Das Gebäude ist durch einen einfachen, quadratischen Grundriss gekennzeichnet und hat zwei Stockwerke. 1907 wurden auf drei Seiten Vorhallen im klassizistischen Stil mit dorischen Säulen angebaut, auf denen eine enorme Aussichtsterrasse ruht, von der aus man auf einer Seite den Vulkan und auf der anderen Seite den Golf von Neapel sehen kann.
Nach der Restaurierung im Jahre 2012 wurde die Villa unter der Aufsicht der Ente per le ville vesuviane der Öffentlichkeit zugänglich gemacht. Die Organisation hat sich zum Ziel gesetzt, sie zu einem Ort für kulturelle Veranstaltungen, für die Förderung der Literatur und für die Feier der Aufführungen der Werke Giacomo Leopardis zu machen.